# 앨리슨 베이버

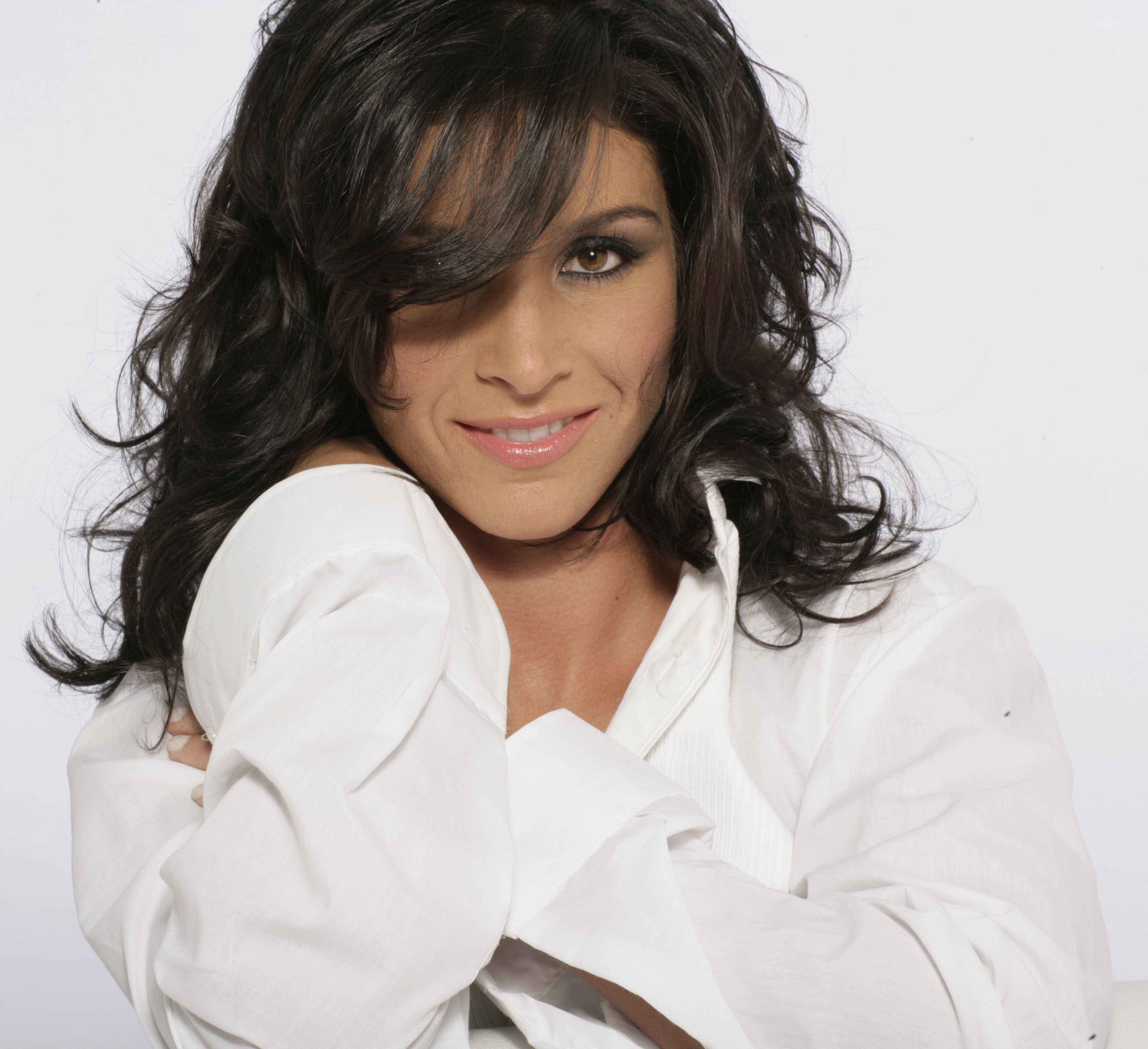
앨리슨 베이버.

앨리슨 베이버(Allison Baver, 1980년 8월 11일 ~ )는 미국의 쇼트트랙 선수이다.